# Special Olympics Äthiopien
Special Olympics Äthiopien (englisch: Special Olympics Ethiopia) ist der äthiopische Verband von Special Olympics International, der weltweit größten Sportbewegung für Menschen mit geistiger Beeinträchtigung und Mehrfachbeeinträchtigung. Ziel ist die sportliche Förderung dieser Personengruppe und die Sensibilisierung der Gesellschaft für sie. Außerdem betreut der Verband die äthiopischen Athletinnen und Athleten bei den Special Olympics Wettbewerben.

## Geschichte
Special Olympics Äthiopien wurde 2019 mit Sitz in Addis Abeba gegründet.

## Aktivitäten
2018 waren 75 Athletinnen, Athleten und Unified Partner sowie 40 Trainer bei Special Olympics Äthiopien registriert.
Der Verband nahm 2019 an den Programmen Healthy Athletes und Family Support Network teil, die von Special Olympics International ins Leben gerufen worden waren.

### Sportarten
2019 wurde vom Verband die Sportart Leichtathletik (Special Olympics) angeboten.

### Teilnahme an Weltspielen vor 2020
• 2019 Special Olympics, World Summer Games, Abu Dhabi (4 Athletinnen und Athleten)

### Teilnahme an den Special Olympics World Summer Games 2023 in Berlin
Special Olympics Äthiopien beteiligte sich an den Special Olympics World Summer Games 2023. Die Delegation wurde vor den Spielen im Rahmen des Host Town Program von Ratingen betreut und bestand aus zehn Personen.